# Mihailo Milovanović
Mihailo Milovanović (en serbe cyrillique : Михаило Миловановић ; né le 24 février 1879 à Gostinica – mort le 28 novembre 1941 à Užice) était un peintre, un sculpteur et un écrivain serbe. Il fut un des fondateurs de l'Association des peintres de Serbie (Udruženja likovnih umetnika Srbije). Pendant la Première Guerre mondiale, il fut le peintre de guerre du haut commandement de l'armée du royaume de Serbie et, à ce titre, il réalisa les portraits des voïvodes Radomir Putnik, Živojin Mišić, Stepa Stepanović et Petar Bojović, ainsi que ceux du général Pavle Jurišić Šturm, du roi Pierre Ier de Serbie et du régent Aleksandre Karađorđević. Il est considéré comme l'un des plus grands peintre serbe de la première moitié du XXe siècle.

## Biographie
Mihailo Milovanović suivit les cours de l'école fondée à Munich par Anton Ažbe puis, en 1905, il s'inscrivit à l'Académie des Beaux-Arts de la ville, où il étudia sous la direction de Ludwig von Herterich puis dans la classe de Hugo von Habermann, un peintre renommé pour ses portraits. Milovanović sortit diplôme de cette Académie en 1909.
En 1912, Milovanović rentra en Serbie au moment de la première guerre balkanique, pour s'engager dans l'armée en tant que volontaire. Au début de la Première Guerre mondiale, il se trouvait à Prague où il fut arrêté ; il réussit à s'évader de prison et, à travers l'Allemagne, la Pologne et l'Ukraine, il rejoignit la mer Noire et la Roumanie d'où il put rejoindre la division de la Drina ; en 1915, il participa à la difficile retraite de l'armée du royaume de Serbie à travers l'Albanie.
Après la guerre, il construisit les monuments de Hadži Melentije et de l'archimandrite du monastère de Rača, celui de Kosta Todorović à Srebrenica (détruit par les Oustachis pendant la Seconde Guerre mondiale), celui des soldats serbes à Mladenovac, le monument des soldats de la division de la Drina morts au combat lors de la Première Guerre mondiale à Corfou ou encore l'iconostase en marbre de l'église orthodoxe serbe de Mladenovac (1926-1929).
Dans l'entre-deux-guerres, plusieurs expositions consacrées aux peintures de Mihailo Milovanović ont été organisées, dont celle de 1938 au pavillon des arts Cvijeta Zuzorić de Belgrade, qui, selon la chronique, fut la plus visitée de toutes celles patronnées par le pavillon.
Mihailo Milovanović fut tué à Užice fin novembre 1941, par des Partisans communistes qui l'auraient pris pour un espion anglais. Après la Seconde Guerre mondiale et au temps de la république fédérative socialiste de Yougoslavie, il fut complètement occulté, son nom n'apparaissant même pas dans les encyclopédies consacrées à l'art. Mihailo Milovanović avait également écrit un roman intitulé Lendina vodenica (Le Moulin de Lendina), qui fut imprimé plus d'un demi-siècle après sa mort.

## Œuvres
Le musée national d'Užice abrite une donation rassemblant des documents et des œuvres autour du peintre Mihailo Milovanović.

## Distinctions
Mihailo Milovanović était décoré de l'ordre de la Mémoire albanaise, de l'ordre royal de Saint-Sava et de l'ordre de la Couronne yougoslave.